# Bahnhof Schönberg (Vogtl)
Der Bahnhof Schönberg (Vogtl)  ist eine Betriebsstelle der Bahnstrecke Leipzig–Hof und der hier abzweigenden Strecken nach Schleiz und nach Hirschberg (Saale) auf dem Gemeindegebiet von Rosenbach im Vogtlandkreis in Sachsen. Sie trägt den Namen des Ortes Schönberg.

## Geschichte

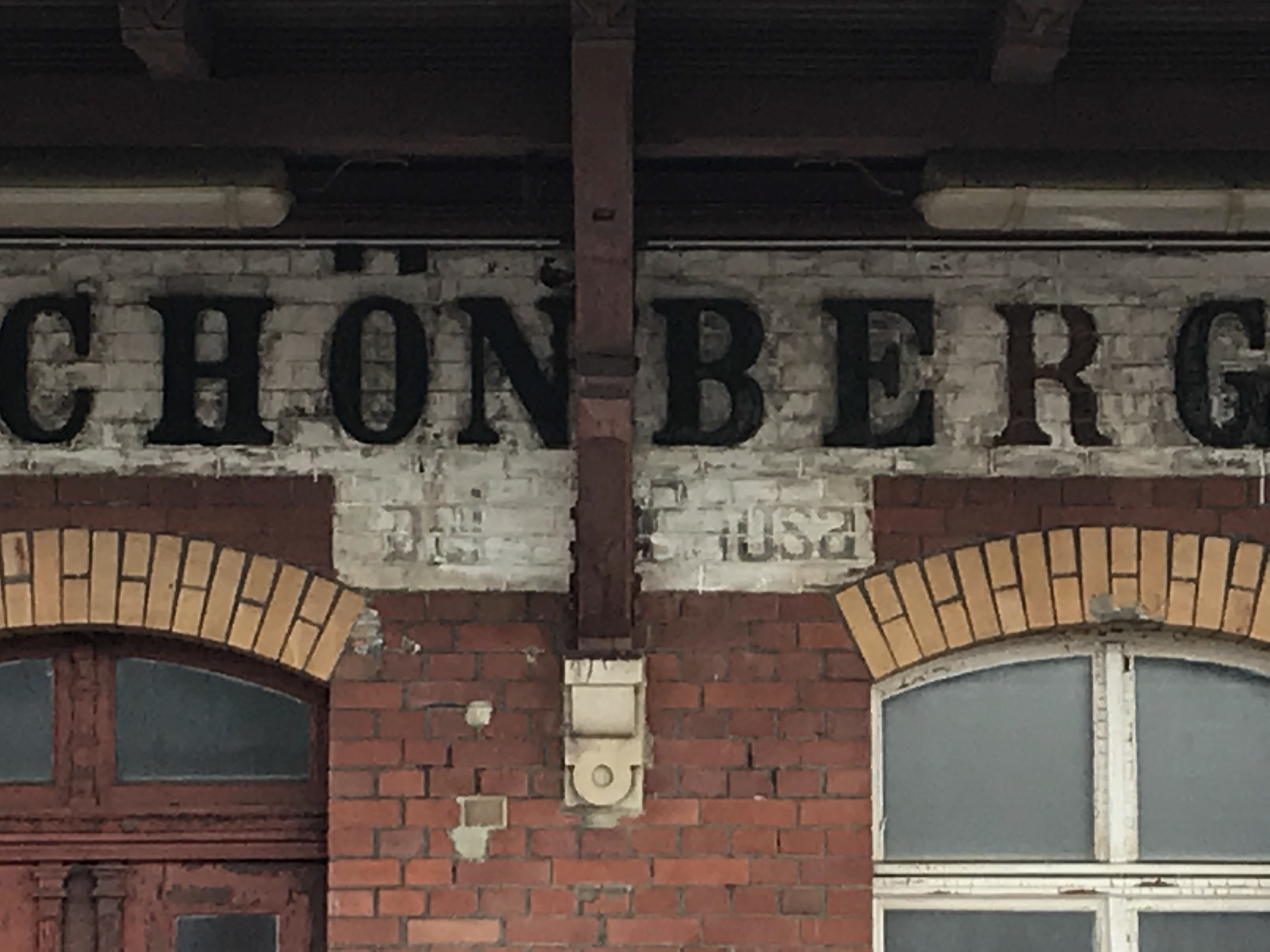
Alter Name am Empfangsgebäude (2018)

### Name
Der Bahnhof trug während seiner Betriebszeit schon unterschiedliche Namen. Dies waren im Einzelnen:
- bis 1911: Schönberg
- bis 1912: Schönberg (Sa)
- bis 1919: Schönberg b Pausa
- seit 1919: Schönberg (Vogtl)

### Entstehung und Geschichte bis zur Gegenwart
Seit Eröffnung des Abschnitts Plauen–Hof der Bahnstrecke Leipzig–Hof am 20. November 1848 war Schönberg nur ein Haltepunkt. Seit dem 15. Juni 1871 wird die Station als Bahnhof geführt. Mit der Eröffnung der Strecke nach Schleiz am 18. Juni 1887 wurde die Wartehalle abgerissen und ein Empfangsgebäude als anderthalbstöckiger Flügelbau errichtet. Ein Beamtenwohnhaus, Schirrkammer und Lagerschuppen wurden errichtet. Ein Heizhaus mit Lokbehandlungsanlagen, Kohlenschuppen und ein Weichenwärterhaus wurden notwendig. Die Strecke nach Hirschberg ab 1892 machte die Erweiterung des Heizhauses und die Vergrößerung des Kohlenschuppens notwendig. An Hochbauten kamen noch ein Wasserstations- und ein Stellereigebäude und zwei Freiabtritte hinzu. Der Inselbahnsteig für die Nebenbahnen war durch eine Fußgängerunterführung erreichbar. Für den Güterverkehr stand eine Kopf- und Seitenladerampe sowie der Güterschuppen mit Expeditionsanbau zur Verfügung.
Die letzten größeren Umbauarbeiten erfolgten bei der Streckenrekonstruktion der LH-Strecke. Dabei wurden alle südlichen Gleise abgebaut. Mit der Inbetriebnahme eines neuen Stellwerks wurden 1996 die Stellwerke 1 und 2 aufgelassen und 1998 abgerissen. Der Personenverkehr auf der Bahnstrecke nach Hirschberg ist seit 29. Mai 1994 eingestellt. Auf der Strecke nach Schleiz endete der Personenverkehr am 9. Dezember 2006. Am 30. Juni 2007 nahm der Förderverein Wisentatalbahn den Betrieb mit Sonderzügen nach einem besonderen Fahrplan wieder auf. Heute wird der Bahnhof Schönberg (Vogtl) nur noch im Regionalverkehr von der Erfurter Bahn und der Vogtlandbahn bedient.

## Verkehrsanbindung

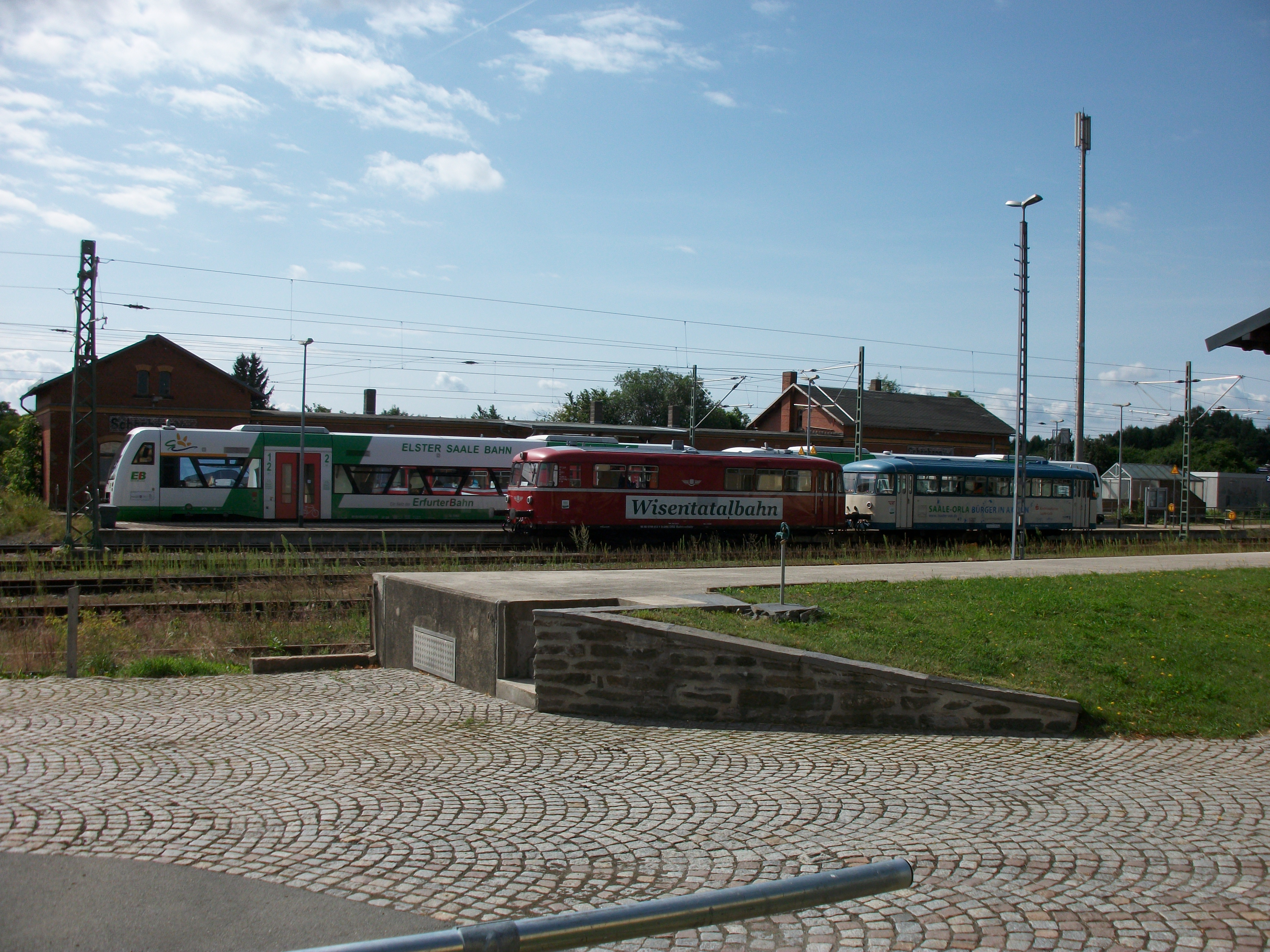
Triebwagen der Erfurter Bahn und der Wisentatalbahn im Bahnhof Schönberg (Vogtl) (2021)

Der Bahnhof Schönberg (Vogtl) wird im Schienenpersonennahverkehr als Bedarfshalt von den Linien RB 2 der Vogtlandbahn und RB 13 der Erfurter Bahn (Bahnstrecke Leipzig–Hof) bedient. Der Bahnhof liegt im Verkehrsverbund Vogtland (VVV). Weiterhin finden saisonal an Wochenenden touristische Fahrten mit Schienenbussen der „Wisentatalbahn“ auf der Bahnstrecke Schönberg–Schleiz und weiter bis Schleiz West statt.
| Linie                    | Linienverlauf                                       | Takt    | EVU                           | Fahrzeuge                 |
| ------------------------ | --------------------------------------------------- | ------- | ----------------------------- | ------------------------- |
| RB 2                     | Plauen (Vogtl) ob Bf – Hof                          | 120 min | Die Länderbahn (Vogtlandbahn) | Stadler Regio-Shuttle RS1 |
| RB 13                    | Gera – Weida – Zeulenroda unt Bf – Mehltheuer – Hof | 120 min | Erfurter Bahn                 | Stadler Regio-Shuttle RS1 |
| Stand: 12. Dezember 2021 |                                                     |         |                               |                           |